# 武井廃寺塔跡
武井廃寺塔跡（たけいはいじとうあと）は、群馬県桐生市新里町武井にある古墳（火葬墓）。形状は八角墳。国の史跡に指定されている。
指定名称は「武井廃寺塔跡」であるが、現在では奈良時代の火葬墓とする説が有力視される。

## 概要

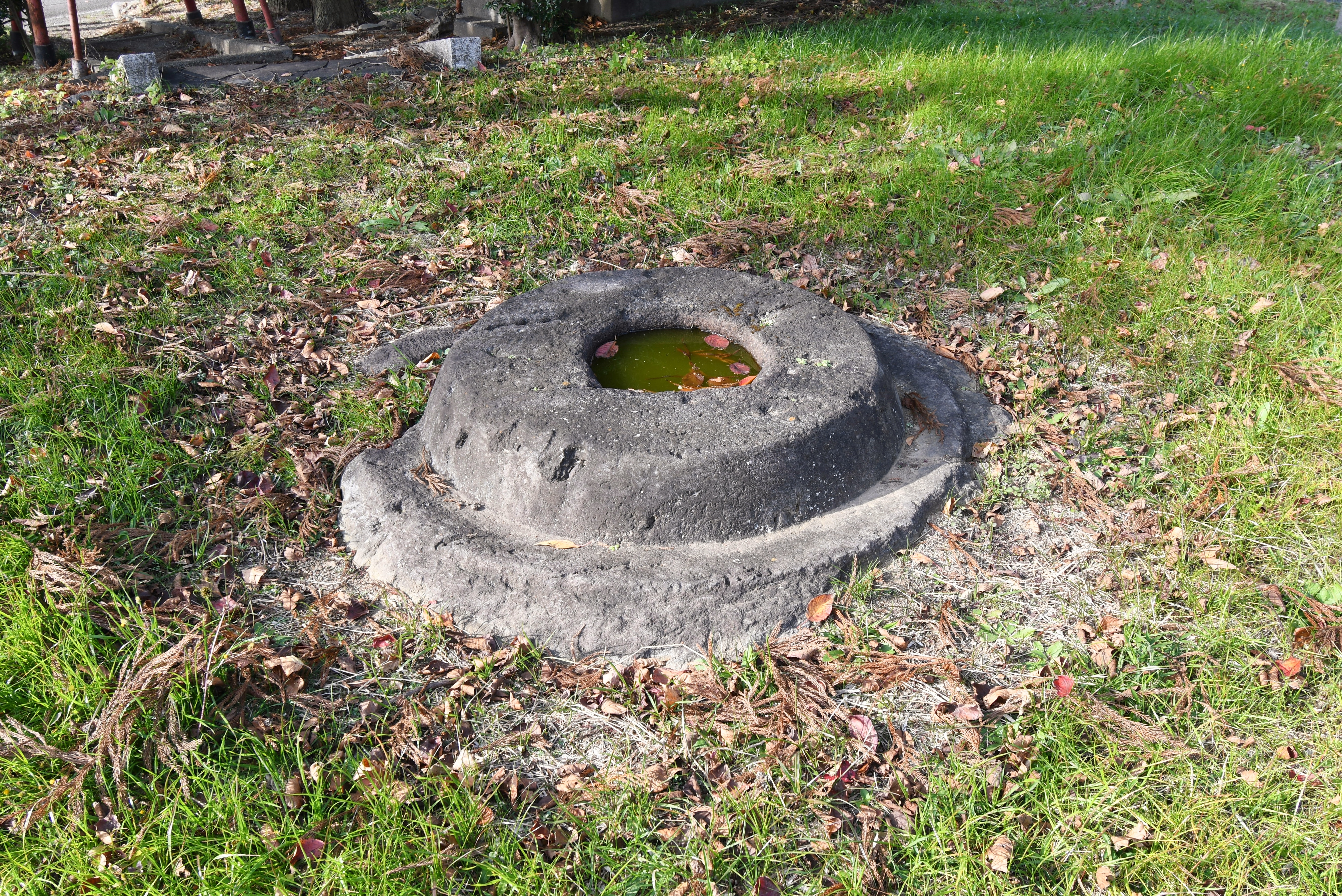
墳頂の石造物（石製骨蔵器か）

群馬県東部、赤城山南東麓の鏑木川左岸丘陵上（標高210メートル）に築造された火葬墓である。かつては白鳳寺院の塔跡と推定されたが、1969年（昭和44年）の発掘調査後は火葬墓とする説が有力視される。
墳丘（基壇）の形は正八角形で、直径約18メートル・高さ約2メートルを測る。墳丘は南側で4段築成、北側で3段築成。墳丘外表には石積み（化粧石）が認められる。墳丘頂部には安山岩製の石造物（石製骨蔵器か：かつては塔心礎と認識）が据えられる。自然石の上半を円錐台形に加工したうえで、円錐台中央に丸底状の孔を穿った形状であり、円錐台部は下位直径123センチメートル・上面直径105センチメートル・高さ17.5センチメートル、中央孔は直径43センチメートル・深さ44センチメートルを測る。副葬品等の出土は認められていない。
築造時期は、奈良時代の8世紀代と推定される。八角墳は段ノ塚古墳（奈良県桜井市、舒明天皇陵）・御廟野古墳（京都府京都市、天智天皇陵）・野口王墓古墳（奈良県明日香村、天武・持統天皇合葬陵）など当時の天皇陵クラスの古墳で採用される墳丘形態になり、当地の豪族の特異性が示唆される。また南東に所在する中塚古墳の後代首長墓として関連性がうかがえるほか、上毛地区における仏教の様相を知る上でも重要視される遺跡になる。
墓域は1941年（昭和16年）に「武井廃寺塔跡」として国の史跡に指定されている。

## 遺跡歴
- 1915-1916年（大正4-5年）頃、住民による発見[1]。
- 1941年（昭和16年）1月27日、「武井廃寺塔跡」として国の史跡に指定[2]。
- 1969年（昭和44年）、発掘調査。火葬墓とする見解が有力視[1]。

## 文化財

### 国の史跡
- 武井廃寺塔跡 - 1941年（昭和16年）1月27日指定[2]。